# Національна дорога 21 (Польща)
Національна дорога № 21 (пол. Droga krajowa nr 21, DK21) — національна дорога класу G у Поморському воєводстві, довжиною приблизно 85 км від Мястка до Устки. Він відіграє важливу комунікаційну роль, оскільки з'єднує два найважливіші, паралельні шляхи на півночі Польщі, тобто DK6 і DK20. До 2008 року, як одна з небагатьох національних доріг, вона проходила лише через два міста. DK21 пролягає в основному через смугу лісів, яку перетинає перпендикулярно, з'єднуючи два його краю. Ця дорога досить небезпечна через те, що вона вузька і без окремих узбіч. Жодне з міст на цій дорозі не має кільцевої дороги.
Під час 25-ї сесії Зборів Поморського воєводства, яка відбулася 4 вересня 2008 року, радники погодилися перекваліфікувати ділянку воєводської дороги № 210 Устка — Слупськ у національну. Ця зміна має на меті забезпечити швидку модернізацію цієї ділянки з державного бюджету, який, зокрема, пообіцяв жителям Слупського краю прем'єр-міністр Дональд Туск як компенсацію за будівництво протиракетного щита в Редзіково. У розпорядженні № 73 Генерального директора національних доріг і автомагістралей від 2 грудня 2008 року про присвоєння номерів національним дорогам цей фрагмент DW210 було додано до DK21.

## Основні міста на трасі DK21
- Мястко
- Дретинь
- Тшебеліно
- Кобильниця
- Слупськ
- Устка